# Beausejour (Manitoba)
Beausejour es un pueblo canadiense situado en la provincia de Manitoba.

## Superficie
Beausejour tiene una superficie de 5,42 km².

## Demografía
En 2021, tenía 3307 habitantes, una densidad poblacional de 609,6 hab./km², y 1572 viviendas.